# Inconsciente (filosofía)

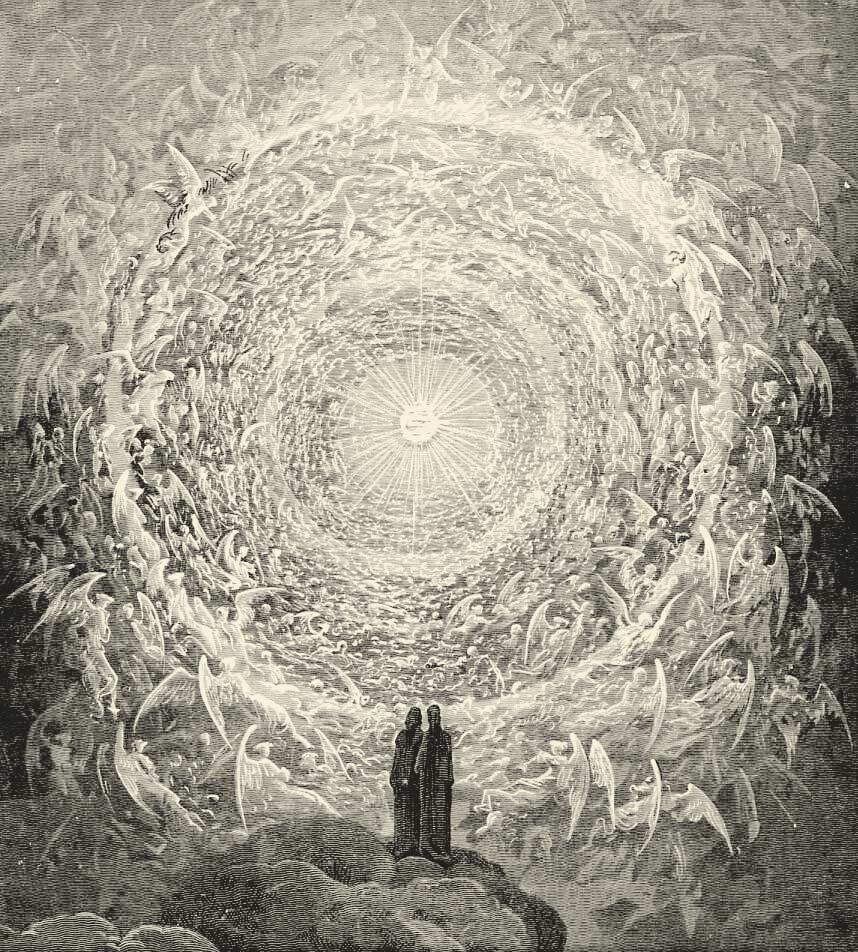
«La filosofía práctica y la vida exigen toda la entrega de la persona al proceso universal en vista de su fin: la liberación universal del mundo. El principio de la filosofía práctica es que el hombre debe hacer de los fines del inconsciente los fines de la conciencia». K. E. von Hartmann, Filosofía del inconsciente (1869).

El inconsciente es en la filosofía un concepto cuyo uso parece remontarse a la antigüedad, y que puede entenderse tanto en sentido ontológico, como aquello que en la mente está desprovisto de conciencia, como en sentido gnoseológico, como aquello que permanece inaccesible a la conciencia reflexiva o a la introspección.
El concepto ha surgido a lo largo de la historia en tres contextos muy diferentes: el del romanticismo filosófico y sus fuentes místicas y neoplatónicas, por un lado; el del racionalismo cartesiano, por otro; y finalmente en el contexto de la crítica kantiana. El término en sí, utilizado por primera vez como adjetivo en el siglo XVIII, no aparece realmente en su forma sustantiva actual hasta el siglo XIX.
El enfoque romántico del inconsciente (Unbewusste en alemán) tendrá influencia incluso más allá de la filosofía, en particular en la psicología romántica. Los pensadores románticos renovaron la noción y la esencializaron. El inconsciente constituye a sus ojos la raíz o el fundamento del ser humano, el punto de inserción de su espíritu en el vasto proceso del mundo.
La cuestión del papel de la filosofía en la formación del concepto psicoanalítico del inconsciente es compleja y sigue siendo controvertida. La influencia del pensamiento filosófico parece haber sido más determinante en Jung que en Freud.

## Neoplatonismo y el Renacimiento

### Las raíces del inconsciente romántico
Fueron las grandes metafísicas alemanas de la época romántica, en particular las de Schelling y Schopenhauer, las que permitieron teorizar y aceptar la noción del inconsciente como concepto central de la «psicología profunda». Dos sistemas filosóficos en particular, que se presentan expresamente como filosofías inconscientes, la de Carl Gustav Carus y la de Eduard von Hartmann, tienen filiaciones directas con estas metafísicas, cuyo punto común es concebir el mundo, o la naturaleza, como el producto o desarrollo de un solo principio: el «fondo oscuro» (dunkler Grund o Ungrund) para Schelling, la voluntad para Schopenhauer. Ahora bien, es en las filosofías del uno y del origen, propias de la tradición neoplatónica y de la mística alemana, donde estas metafísicas dibujan sus principales conceptos y esquemas explicativos. La teosofía de Jacob Böhme, en particular, ya constituye una teoría psicodinámica del inconsciente, antes de que Franz Baader y Schelling retomaran la noción.

### Plotino y sus sucesores

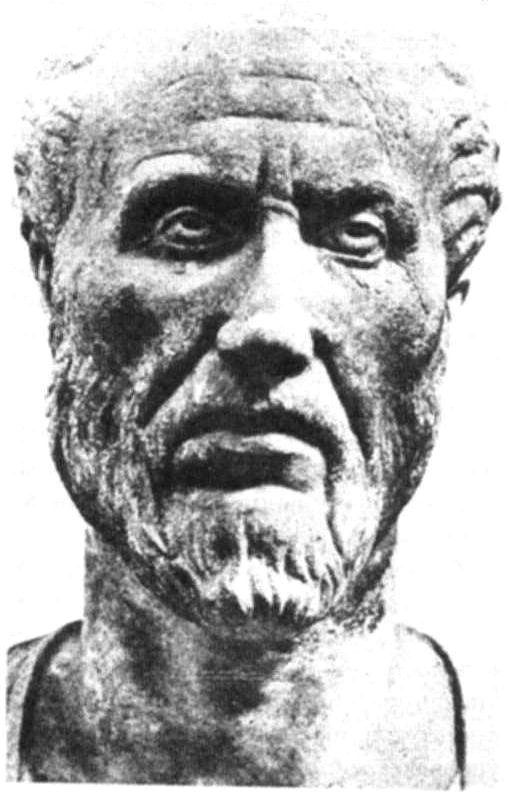
Busto de mármol de Plotino cuyo origen sigue siendo desconocido.

El pensamiento de Plotino, un filósofo grecorromano del siglo III, surge del de Platón y sus discípulos y crea una nueva corriente denominada neoplatonismo, que jugará un papel decisivo en la elaboración filosófica del tema del inconsciente. El neoplatonismo influirá a veces directamente, pero sobre todo indirectamente —a través de la mística alemana— en las primeras especulaciones románticas sobre el «inconsciente».

#### Las tres hipóstasis
Retomando la distinción platónica entre lo sensible y lo inteligible, Plotino incluye en lo inteligible tres realidades «hipostáticas» (es decir, primera en el orden de engendrar): el Uno (hèn), el Intelecto (nous) y el Alma (psychḗ). Existe una degradación en cada uno de los niveles que emanan de una u otra hipóstasis, siendo cada nivel un producto imperfecto y fragmentado de la realidad que le precede.
La concepción plotiniana de lo inteligible da prioridad al Parménides de Platón sobre su Timeo: el Uno descrito en el primer diálogo le parece corresponder mejor a la naturaleza de la divinidad suprema que el demiurgo que se describe en el segundo. El Uno, principio absoluto, es de una sencillez inefable. No podemos ni aprehenderlo ni hablar de ello. Insensible e invisible, está también más allá del habla y de la razón, más allá incluso del ser. El Intelecto, en cambio, es inferior a este primer principio del que procede, porque comprende una dualidad frente a la perfecta simplicidad del Uno. Asimismo, el Alma aparece fragmentada frente a la relativa sencillez del Intelecto del que emana, y por tanto es inferior a éste. Lo sensible viene en último lugar, el subproducto más degradado del que nada puede emanar.
A estas distinciones entre las modalidades del ser (distinciones ontológicas), que hacen suceder las tres realidades primarias según un orden de prioridad, excelencia y unidad, debemos agregar las distinciones entre las correspondientes modalidades del saber (distinciones gnoseológicas). En la escala del alma humana, sin embargo, sólo hay dos relaciones posibles con lo inteligible: ya sea discursiva cuando del Intelecto se disocian en el alma las formas inteligibles; ser intuitivo cuando el alma se identifica con el Intelecto. Esta distinción gnoseológica cubre esencialmente la que hace Platón entre pensamiento intuitivo (noesis) y pensamiento discursivo (dianoia).

#### Los límites del pensamiento discursivo
Identificada con su modalidad discursiva, el alma se distingue del Intelecto y se encuentra con él en la misma relación que entre el conocimiento empírico particular y el conocimiento puramente formal que implica. Es comparable a una tablilla en la que se imprimen formas inteligibles, como un espejo que acoge los reflejos del intelecto. Formas que estaban unificadas en el Intelecto se convierten en motivos fragmentados (logoi) en el alma. Los logoi son las huellas inteligibles que el Intelecto ha trazado en él y que gobiernan su actividad como lo harían las leyes. Durante esta actividad, el alma parte lo que está unido en el intelecto y pone en sucesión lo que era simultáneo. Es por medio de esta facultad que el alma razona. En el modo intuitivo, por el contrario, el alma es «completada» por el Intelecto y está en coincidencia con él. Es un conocimiento por «visión» o «contemplación» que experimenta el sabio. Como él, podemos unirnos a esta realidad espiritual de naturaleza superior para volvernos uno con ella, en una especie de unión extática.
Para Plotino, el logoi, como razones que regulan el pensamiento discursivo resultan de la incapacidad del alma para recibir en su plenitud las formas inteligibles que busca contemplar en el Intelecto. Su filosofía propone así el conocimiento contemplativo por la intuición e inaugura una tradición donde la razón no es más que una manifestación inferior de un Logos del que emana (o con el que se identifica) «alma del mundo». En esta tradición, el espíritu superior y universal que actúa en el mundo gobierna el alma humana sin que éste pueda ser consciente de ello por los sentidos o la razón.

#### Las funciones degradadas de la conciencia

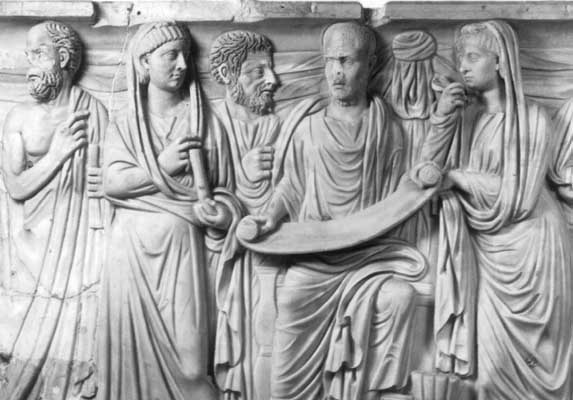
Se cree que el sarcófago representa a Plotino y sus seguidores.

Las principales funciones del alma individual son en Plotino, el razonamiento, la memoria y la sensibilidad, que lejos de estar en el centro de la vida espiritual, son derivaciones y limitaciones. La conciencia, a la que tradicionalmente se atribuyen estas facultades, no constituye la esencia del alma humana sino que es, por el contrario, un accidente y una especie de debilitamiento de la misma. En el nivel más alto de la vida espiritual, en efecto, no hay en el alma memoria, ya que el alma está fuera del tiempo, ni sensibilidad, ya que el alma no tiene relación con las cosas sensibles, ni razonamiento o pensamiento discursivo, ya que «no hay razonamiento en lo eterno». Entre las funciones normales de la mente (funciones conscientes) y la naturaleza íntima del alma, hay por lo tanto una contradicción.
El alma posee así sus propias cualidades con tanta más fuerza cuanto menos consciente. La explicación psicológica consistirá en esta perspectiva en mostrar cómo las funciones conscientes del espíritu nacen gradualmente de una decadencia de la vida espiritual. Según esta psicología, adoptada por Porfirio de Tiro, discípulo directo de Plotino, y luego por sus sucesores Jámblico, Proclo y Damascio, es por el descenso del nivel del alma en la realidad metafísica que vemos que se produce en ella la memoria, la sensibilidad y la razón, así como el sentimiento de la propia individualidad. En los estados espirituales de grado superior, por el contrario, desaparece el sentimiento de personalidad (conciencia de sí), al mismo tiempo que la atención a las cosas externas (conciencia de las cosas).

### San Agustín y el giro del cristianismo

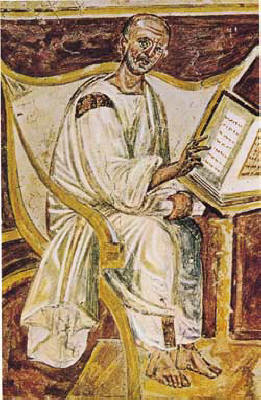
Retrato de San Agustín en un fresco romano que data del.

Teólogo de principios siglo V, doctor y Padre de la Iglesia, Agustín de Hipona (conocido como San Agustín después de su canonización) fue uno de los primeros teóricos del dogma cristiano, donde introdujo elementos de neoplatonismo y misticismo. Por la afirmación de una voluntad que brota de las fuentes profundas del espíritu humano y por el reconocimiento de una memoria infinitamente más rica que las visiones fragmentarias y sucesivas que de ella hacemos, San Agustín revela la existencia de un inconsciente dinámico y propiamente psíquico, en el sentido de que prepara y anima la vida de la conciencia.

#### El origen de la memoria
Es a partir de la experiencia concreta de la memoria que Agustín de Hipona desarrolla su dialéctica del consciente y el inconsciente. El problema inicial es el de una mente que ya se busca y se posee a sí misma. Pero es desde una perspectiva teológica cristiana que San Agustín aborda en su De Trinitate las paradojas de esta búsqueda interior, combinando una profunda intuición del carácter privilegiado del conocimiento del sujeto por sí mismo con las sutilezas dialécticas heredadas de Platón y el neoplatonismo. Si la conciencia sigue siendo para él el fundamento mismo de la espiritualidad, la búsqueda de uno mismo no se limita al conocimiento que podamos tener de los estados psíquicos superficiales, dados en el tiempo presente; sino que se extiende profundamente en el espesor de la memoria.
Desde la perspectiva de esta exploración interior, Agustín se pregunta, como el Menón de Platón, cómo puede buscar algo en su memoria si no sabe lo que busca, y por qué lo busca. Como las memorias así buscadas no pueden ser virtualidades puramente teóricas, son inclinaciones eficaces que testimonian la presencia misteriosa de Dios en el alma, así como su acción interna en el fondo de ella. Para conocerse hay que ir en reconocimiento en esa oscura región del alma de donde brotan los recuerdos y que, desde el comienzo de la vida, determina nuestras acciones. También, cuando Agustín exclama ante la profundidad del «abismo interior», no es para él sólo una figura retórica sino la expresión entusiasta de este reconocimiento.

#### La experiencia interior
San Agustín es el primer autor occidental que expresamente ha reconocido y establecido, doce siglos antes que René Descartes, el carácter indudable de mi existencia psíquica, que nombra en latín Vivere («vivir» o «vida»). Pero si en el cogito cartesiano el espíritu se afirma como pura inmaterialidad, la filosofía agustiniana rodea esta conciencia con amplios desarrollos sobre las dificultades que encuentra el alma para aprehenderse a sí misma en sus más oscuros recovecos. Promotor de la conciencia reflexiva, Agustín es también el iniciador de un enfoque introspectivo que consiste en discernir las zonas de inconsciencia de las que proviene la conciencia misma. Es a través de una profundización de la conciencia inmediata, en la que el alma capta directamente su realidad concreta, en que se realiza este discernimiento.
El discernimiento del alma nos permite percibirnos desde dentro no sólo como una actividad espiritual, sino también como una sustancia «biológica», porque el alma es bien consciente de ser el principio de los movimientos del cuerpo. Sin embargo, como ella ignora los detalles, hay allí una primera zona de inconsciencia. Además, a un «hombre animal» así definido se añade de manera más esencial «el hombre interior», sustancia espiritual cuya naturaleza y origen constituyen para cada individuo un verdadero misterio. Sólo Dios puede verdaderamente sondear el abismo del espíritu humano y descubrir «mis tendencias secretas, conocidas por su mirada y desconocidas por la mía». Este profundo desconocimiento de lo que sin embargo nos anima como si se tratara de nuestro ser más personal se explica en Agustín de la siguiente manera: nuestra conciencia y nuestra acción voluntaria toman su fuente común de una realidad espiritual interior e inconsciente donde reside el mismo Dios y que es el único que puede conocer en toda su extensión y animar.

### Misticismo medieval alemán

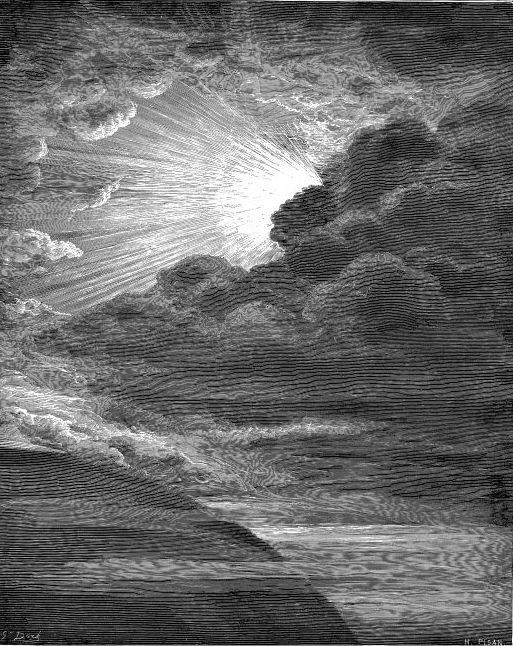
La Creación de la Luz, según Gustave Doré – Este tema, ya presente en el Libro del Génesis, se ve renovado en la tradición mística alemana, luego dentro del movimiento romántico.

El misticismo se funda en la creencia en la posibilidad de una unión íntima y directa del espíritu humano con el principio fundamental del ser, unión que constituye a la vez un modo de existencia y un modo de conocimiento, ajeno y superior a la existencia y al conocimiento normal. El misticismo enfatiza el «elemento irracional» de la existencia y enfatiza la experiencia religiosa individual más que «los aspectos sociales, morales o dogmáticos de la religión». Los místicos afirman haber experimentado la presencia de Dios y buscan describir la experiencia en el lenguaje de los hombres.
Los pensadores místicos alemanes, conocidos como renanos por su pertenencia a un importante foco de especulación mística en las regiones de Renania y Flandes, forjaron el tejido conceptual del que heredará la concepción psicoanalítica del inconsciente. Los representantes de este pensamiento místico, basado en una terminología específica, son Jan van Ruysbroeck en el siglo XIV, y, sobre todo, Böhme a finales del XVI, que escribe en el momento en que el término «místico» se convierte en un sustantivo. Pero fue a principios del siglo XIX que Franz von Baader redescubrió al teólogo místico Eckhart y lo dio a conocer tanto a los pensadores románticos alemanes como a Hegel. Este retorno del pensamiento místico influyó fuertemente en el gran movimiento romántico y en la escuela idealista alemana. Los nutre con estos términos que recuerda el historiador de las ideas, Ernst Benz:
«Todos los términos ontológicos, por ejemplo, Sein, Wesen, Wesenheit, das Seieende, das Nichts, Nichtigkeit, Nichtigen, todos los términos como Form, Gestalt, Anschauung, Erkenntnis, Erkennen, Vernunft, Verstand, Verständnis, Verständigkeit, Bild, Abbild, Bildhaftigkeit, Entbilden, todos los conceptos como Grund, Ungrund, Urgrund, Ergründen, Ich, Ichheit, Nicht-Ich, Entichen, Entichung, son creaciones de la especulación mística alemana».
Incluso más que los demás, los conceptos forjados a partir de los término de Grund («abajo» o «base») e Ich («yo») desempeñaron un papel esencial en las especulaciones metafísicas del romanticismo y el idealismo alemanes, y más allá, dentro de la psicología analítica de Jung. Freud también hace uso de estas nociones en el desarrollo de su teoría del inconsciente.

### Paracelso y las profundidades del alma

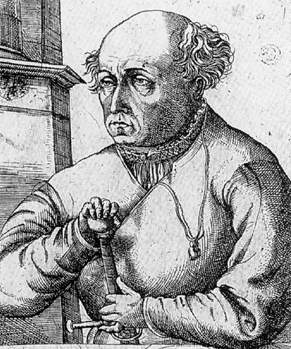
Paracelso en un grabado del.

Médico suizo, Paracelso marcó con su obra la transición de una actitud mística a una actitud empírica más científica. Es uno de los primeros pensadores en haber reconocido la intervención de la mente en la enfermedad. Está convencido de la existencia de influencias subterráneas, tanto biológicas como espirituales, que rigen la naturaleza humana pero son ajenas a la razón.

#### El «verdadero conocimiento»
El hombre es considerado por Paracelso como la culminación de la creación ya que incorpora en él todos los elementos constitutivos del mundo que le rodea: minerales, plantas, animales y cuerpos celestes. Constituye en sí mismo un microcosmos, un universo interior que contiene las virtudes y materiales de cada una de las partes del universo exterior. En virtud de su relación de identidad analógica con el cosmos, el hombre es capaz de tener un conocimiento directo de la naturaleza e interno «mayor que lo que se infiere de la observación» externa de los objetos. La unión espiritual con el mundo es el medio supremo para alcanzar este conocimiento, pero está vedada al pensamiento racional. De hecho, no se puede esperar de la razón humana otra cosa que construcciones antropomórficas «fragmentarias y separadas de la realidad», velándonos «la concordancia que hace al hombre un todo». Por lo tanto, se debe confiar en otra «ciencia», intuitiva y orientada hacia el interior del alma, ya que el hombre debe dibujar su «conocimiento del mundo, por lo tanto de sí mismo, siendo éste y aquel una y la misma cosa, y no dos».
El espíritu del hombre esconde así en Paracelso niveles más profundos y efectivos que aquellos donde opera la razón. Estos niveles de experiencia (Experientia en latín o Erfahrung en alemán) están indisolublemente integrados en el propio ser y son específicos de cada uno, contrariamente a la razón que parece superficialmente dotada de validez universal. Debido a la existencia de esta estratificación interna de la personalidad, el hombre puede ascender intelectualmente o caer. Pero es paradójicamente rebajándose al nivel más profundo de la propia persona que se da el verdadero conocimiento. Fin último del filósofo y del médico, este saber consiste en una unión amigable con su objeto, cuya presencia simbólica reside en lo profundo del alma del buscador.

#### El «cuerpo astral»

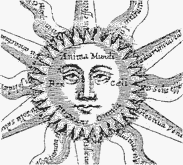
Fuente de luz, el Absoluto es a menudo simbolizado por el Sol, la estrella divina de la que emana el «alma del mundo».

Según Paracelso, la unión que «enseña al hombre» (en el sentido de presentarle una señal) sólo es posible gracias a lo que él llama el cuerpo astral (Ares), noción esotérica que no sólo designa un cuerpo de la misma naturaleza que las estrellas, sino que significa sobre todo la actividad que constituye la esencia viviente (la «virtud») de cualquier objeto. Sólo a través de la mediación de este cuerpo espiritual se revelan las grandes obras de la naturaleza (magnalia), así como las más sutiles o menos visibles. Por lo tanto, el conocimiento universal e íntimo del mundo se produce no cuando uno se dedica a un razonamiento controlado o a una reflexión consciente, sino en el sueño, en un estado de trance estimulado por una voluntad oscura que produce imágenes cargadas de significados. Esta forma oculta de imaginación escapa al análisis racional así como su origen espiritual escapa al conocimiento por la razón.
Carl Gustav Jung reconoce en Paracelso un precursor de la concepción psicoanalítica del inconsciente, refiriéndose en particular a su concepto esotérico de Aquaster, principio de animación del cuerpo astral: «De todas las intuiciones de Paracelso, la del "Aquaster" es la más cercana a la concepción moderna del inconsciente. Para Paracelso, la imaginación es un poder creativo que tiene prioridad sobre todas las demás facultades». Jung incluso asocia su propia teoría de la imaginación creadora con la del cuerpo astral de Paracelso que produce físicamente y de la nada los seres que él concibe en la imaginación.

### Jacob Böhme y el Ungrund

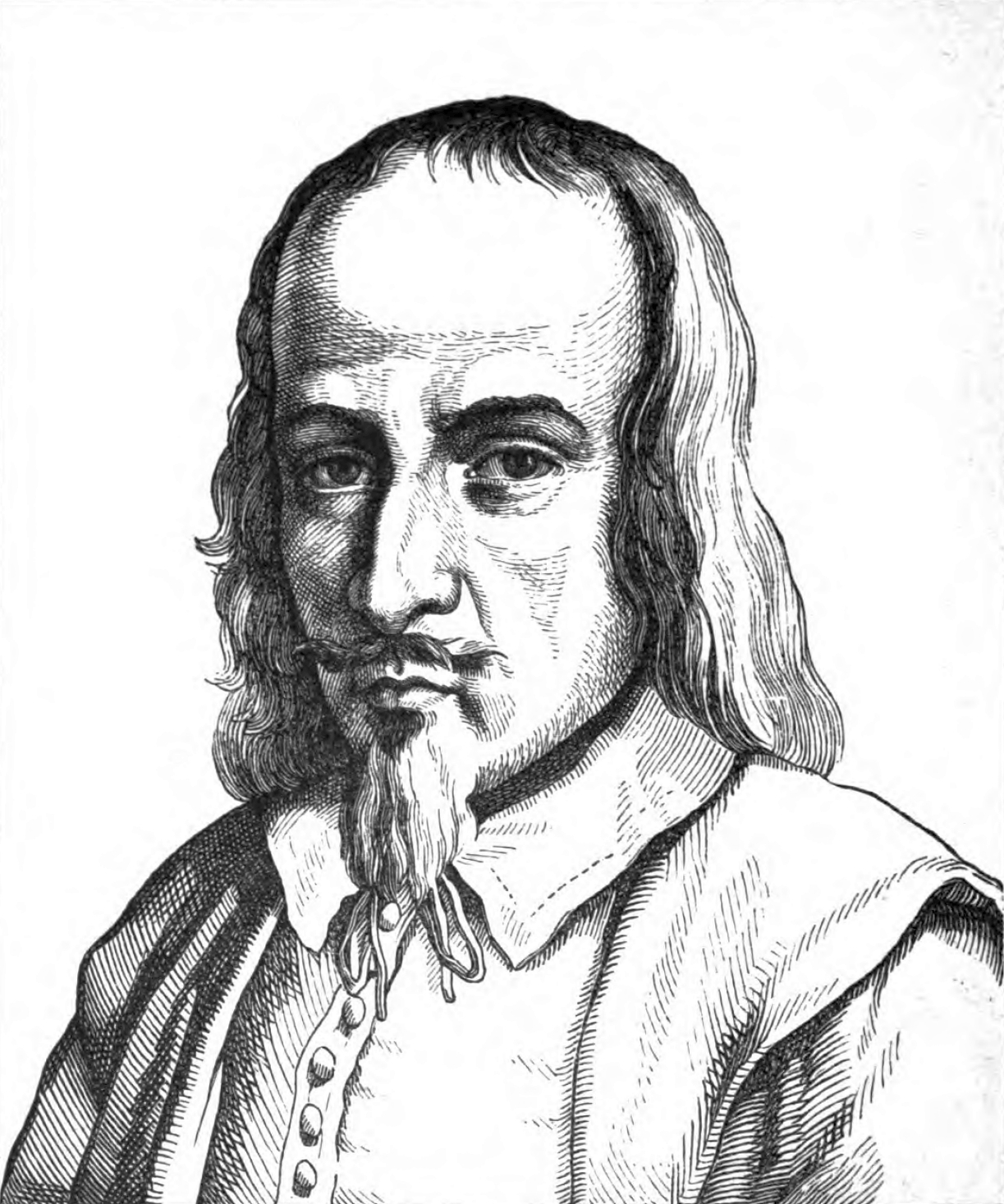
Jacob Böhme, conocido como el «filósofo teutónico».

Aunque aparentemente cercano a la tradición mística alemana y su neoplatonismo, el teósofo Jacob Böhme concibe el espíritu (de Dios o de sus criaturas) de manera diferente: es para él esencialmente encarnado. Tiene poca consideración por el más allá espiritual de los gnósticos y no comparte la denigración platónica del cuerpo, característica de la mística cristiana. Su teogonía es una cosmogonía y una metafísica en el sentido de que trata de pensar el paso del no ser al ser.

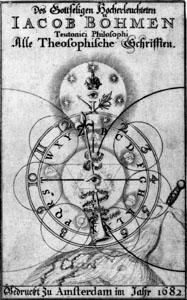
Portada de una publicación de los escritos de Jacob Böhme, que apareció en 1682.

El concepto central del pensamiento de Böhme es el Absoluto de la henología apofática, presente en la tradición neoplatónica. El Absoluto se define allí por lo menos como un «súper esencial» e indeterminado, el primer principio sobre el cual nada se puede decir ni pensar, porque escapa a toda comprensión. Sin embargo, la doctrina de Böhm se diferencia de la tradición neoplatónica en que allí se describe subjetivamente al Absoluto como pura Voluntad, lo que hace de esta doctrina una de las primeras expresiones del monismo psicodinámico, cuyos desarrollos posteriores conducirán a la elaboración del concepto de inconsciente. La Voluntad designa en Böhme la pulsión o fuerza interior que produce el ser y, en este sentido, constituye un principio aún más fundamental y originario que el ser mismo. Motor espiritual de la vida del mundo, esta voluntad es también motor de la vida divina, acto puro por el cual Dios se engendra y nace en la conciencia. Corresponde a su deseo de producir una imagen de sí mismo y de hacerse conocido y amado.
La gran originalidad de la teogonía de Böhme radica en su concepción heterodoxa del nacimiento del Dios creador, también llamado «Base» (Grund), nacimiento que está animado por una voluntad oscura sin fundamento, perfectamente arbitraria e irracional. Este primer principio, Böhme lo llama Ungrund («Sin fondo» o «Sin razón»), un término para la oscuridad insondable y el vacío total de la divinidad de la que emerge la luz de la creación. Ungrund es un absoluto por debajo de todo ser, un principio que precede a la existencia misma, que produce de manera puramente gratuita y contingente; es una nada inconsciente y oscura que engendra todo lo que libremente ha querido ver revelado. Acto de fundación en el origen de todo, y del que nace el mismo Dios de la creación, Ungrund se manifiesta psicológicamente desde dentro como deseo de vivir, y se revela en el mundo o en el pensamiento del hombre como aspiración a ser. Este principio negativo absoluto, a la vez irracional y universal, inspirará dos siglos más tarde la aproximación romántica al inconsciente, en particular a través de la lectura que de él hagan Baader, Schelling, Schopenhauer y, más particularmente, Hegel.

## Período moderno

### El contexto cartesiano

#### La promoción del examen racional

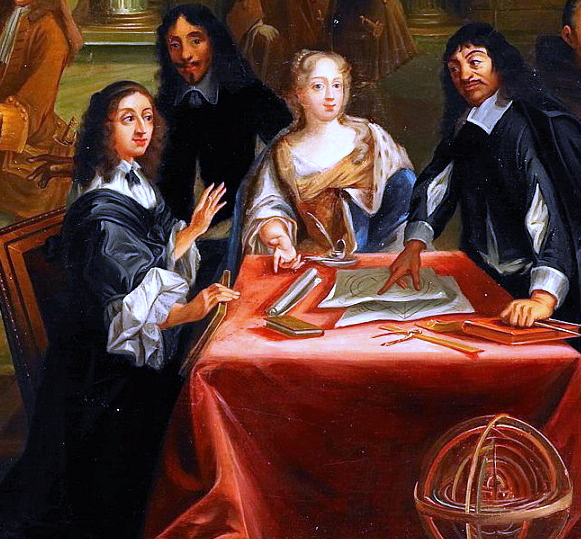
René Descartes (derecha) con la reina Cristina de Suecia (izquierda) a quien enseña ciencia y filosofía.

La reflexión de los primeros autores modernos se sitúa en el horizonte abierto por la revolución filosófica de René Descartes. Uno de los puntos más originales del pensamiento cartesiano es su concepción del propio método filosófico, en la medida en que orienta la mente hacia un conocimiento cierto donde la opinión, lo probable y las aproximaciones no tienen cabida. La ciencia se establece en esta perspectiva no sobre una acumulación de conocimientos indecisos, sino sobre la capacidad de la mente para enunciar «juicios sólidos y verdaderos sobre todo lo que se le presente». Esta ciencia se opone en su método y en sus resultados al supuesto conocimiento proveniente de la autoridad o de la tradición; también se opone a todas las ciencias ocultas que hacen de la naturaleza y del espíritu realidades «oscuras».
El conocimiento de la verdad se obtiene según Descartes sólo por este enfoque racional personal que parte de la primera de las certezas personales: la certeza de la propia existencia en la actividad de pensar (Cogito), que es también el reconocimiento de la propia naturaleza como ser pensante (como «alma» o «mente»). Descartes introduce de esta manera una nueva concepción del alma. Mientras que para Aristóteles y la tradición posterior, escolástica o neoplatónica, el alma aseguraba las funciones específicas de los seres vivos —como nutrir y crecer para todos los seres vivos, sentir y moverse para los animales, pensar para los hombres—, en Descartes el alma es un ser puro pensamiento; ya no tiene ninguna función biológica o vital y es radicalmente diferente de los cuerpos. Constituye una sustancia por derecho propio cuyas modificaciones están gobernadas por las sensaciones de los cuerpos, así como por la razón y la voluntad que posee por derecho propio.

#### La transparencia del espíritu y el misterio de la unión
Así definida como «sustancia pensante», el alma se vuelve en el cartesianismo perfectamente transparente a las luces de la razón. La mente puede en efecto conocerse a sí misma desde dentro de manera directa, sin la intervención de los sentidos que, en las ciencias naturales, perturban el conocimiento. La concepción cartesiana del alma o espíritu, por lo tanto, se interpreta a menudo como una doctrina de «conciencia pura», teoría donde las actividades no conscientes del hombre quedan relegadas al mecanismo fisiológico del cuerpo y el cerebro, identificados junto con una máquina compleja. El término «conciencia» no aparece, sin embargo, hasta después de Descartes, con Locke, y la supuesta radicalidad de su posición dualista y racionalista sigue siendo debatida. Pero esta interpretación marcará las concepciones modernas de la conciencia, reforzando la idea de que la mente es necesariamente y por naturaleza consciente.
Además de los problemas relativos estrictamente a las ciencias naturales, la herencia cartesiana entraña una dificultad muy importante, hoy resumida bajo el nombre de «problema mente-cuerpo». Descartes, para dar cuenta de la experiencia primitiva e irreductible de esta unión en cada individuo, había llegado a postular que el alma sólo podía decirse corpórea a condición de que estuviera unida al cuerpo, dejando así un residuo de misterio o incomprensibilidad en la definición de esta sustancia. Mientras que algunos de los sucesores de Descartes intentarán resolver este misterio, otros se lanzarán a la brecha para introducir la idea de que la mente tiene una parte oscura de lo incognoscible.

### Malebranche

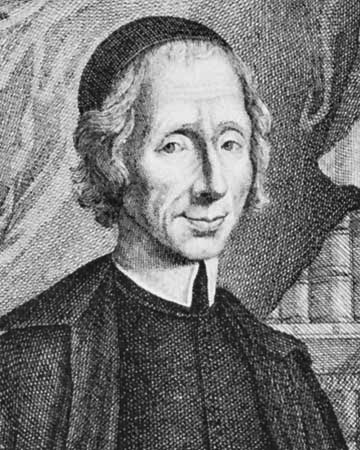
Para Nicolás Malebranche, la mente es accesible sólo en una experiencia interna confusa y parcial a la que llama «sentimiento interior».

Un siglo antes de Kant, el filósofo y teólogo Malebranche declaró imposible toda psicología racional, es decir toda ciencia deductiva del alma basada en la introspección, y consideró incognoscible el fondo del alma. Fue el primer pensador moderno en desarrollar una concepción de la mente que la convierte en una realidad oscura, elusiva desde dentro pero aún activa.

#### El rechazo de la tesis cartesiana
Según Malebranche, el espíritu no se conoce por ideas claras y distintas como pensaba Descartes, sino aprehendido en una experiencia interna que Malebranche llama «sentimiento interior» y que es una forma de introspección. Como esta experiencia interior es un simple sentimiento, produce sólo ideas oscuras y confusas, como cualquier sensación, y no permite ninguna ciencia del alma. La naturaleza del espíritu queda así definitivamente cerrada a las investigaciones del hombre, como una realidad opaca de la que ciertamente podemos asegurarnos de su existencia, pero cuya esencia permanece profundamente misteriosa. Así que puede ser que la mente humana contenga una infinidad de facultades de las que ni siquiera somos conscientes:
«Hay tal vez en nosotros una infinidad de facultades o capacidades que nos son enteramente desconocidas; porque no tenemos un sentimiento interno de lo que somos, sino sólo de lo que realmente sucede dentro de nosotros».
Malebranche rechaza así la tesis cartesiana según la cual la mente es lo más fácil de conocer. Por el contrario, mientras podemos tener una idea clara y distinta de los cuerpos, el alma no puede conocerse a sí misma de una manera que no sea oscura, confusa y limitada.

#### Sólo Dios sabe
En su Tratado sobre la naturaleza y la gracia, publicado en 1680, y luego en el resto de su obra, Malebranche desarrolla una doctrina de la razón común a Dios y al hombre que debe justificar en el plano teológico la incapacidad del hombre para conocer a su propia mente. En la medida en que el «Motivo por el que consulto» es la misma que la de todos los hombres, y que las verdades son las mismas para todos, es absurdo multiplicar la razón y sus elementos —las ideas— en tantas mentes individuales. Por lo tanto, debe existir un espíritu perfecto, Dios, en quien percibimos las verdades necesarias y eternas. Son como elementos de la razón divina, en que las verdades aparecen entonces en la mente del hombre, dando origen a las ideas.
En Malebranche, las ideas en sí mismas no son modificaciones del alma: no tienen realidad como tal («realidad formal») y no pueden existir por sí mismas. Son representaciones cuyo contenido por sí solo contiene una realidad («realidad objetiva»). Las ideas remiten a un fondo de seres inteligibles cuya presencia comunican y que reside en Dios. Este último contiene todos los pensamientos como realidades, y es en él donde se representan los contenidos del pensamiento («visión en Dios»). Pero mientras Dios conoce nuestra alma «por idea», nos niega en esta vida la ciencia objetiva de nosotros mismos que lleva dentro de sí.

#### La oscura realidad del alma humana
En su polémica con Antoine Arnauld, Malebranche describe el alma como oscura y tenebrosa, es decir, que no podemos representarnos a nosotros mismos a la luz de la razón: «El alma no se conoce a sí misma, ella misma es sólo tinieblas y oscuridad». «Mi pensamiento me hace saber que existo, pero no me hace saber lo que soy, y mi esencia escapa por completo a mi representación objetiva». «Si tengo el sentimiento interior de mi ser, este sentimiento no me permite tener una idea clara de él, y sólo nos permite conocer la existencia de sus atributos esenciales que son la voluntad y la facultad de percibir (sensitiva o intelectual). El sentimiento interior debe ser entendido como conocimiento por defecto, o como una apariencia de conocimiento, que sustituye al conocimiento por representación, que fracasa totalmente a la hora de captar la realidad profunda del alma.
Al enfatizar, por un lado, los límites cognitivos de la conciencia (sentimiento interior), cuyo alcance no va más allá del simple reconocimiento de los principales atributos de la mente, y, por otra parte, la imposibilidad para el hombre del conocimiento introspectivo por ideas claras y distintas, parece anunciar Malebranche una teoría del inconsciente como fondo oscuro del alma, tal como se puede encontrar en la tradición romántica. Pero para Malebranche, la naturaleza profunda del alma humana escapa sólo de hecho y no de derecho a la representación objetiva, y por lo tanto sólo en relación con los límites de la mente humana puede llamarse inconsciente.

### Leibniz

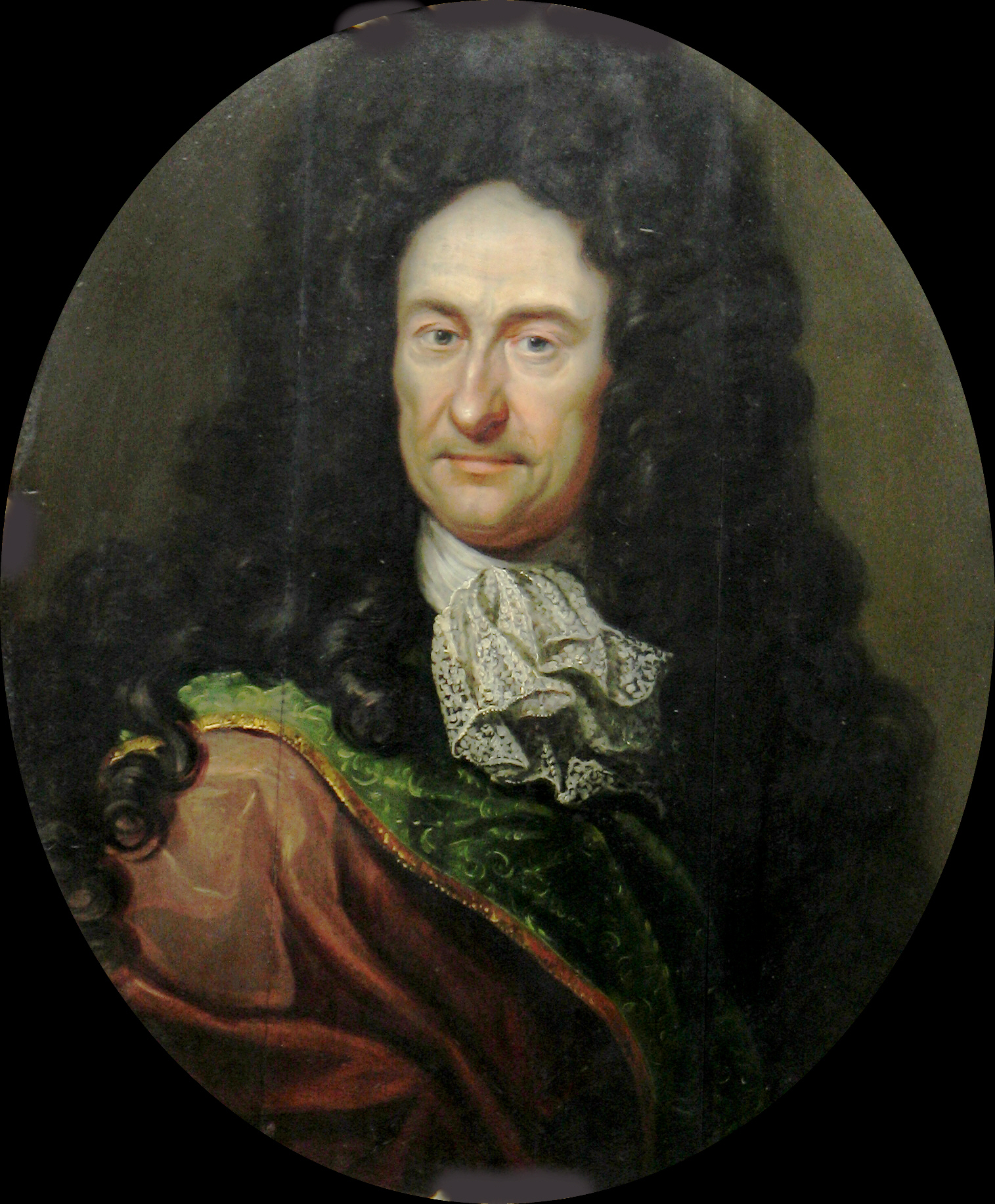
Gottfried Wilhelm Leibniz, teórico de la «pequeñas percepciones».

Primer autor moderno en mencionar explícitamente el término «inconsciente», Leibniz desarrolla una concepción de la mente donde los elementos psíquicos inconscientes, en lugar de estar separados de la conciencia, son parte integral de ella. Se basa en su descubrimiento del cálculo infinitesimal para pensar en la conciencia como el resultado de la integración de pequeñas percepciones (petites perceptions) inconscientes.

#### Un filósofo pionero de la psicología
Leibniz aparece hoy como un precursor subestimado de la psicología. Está interesado en varios temas que hoy en día caen dentro del campo de investigación de la psicología cognitiva: atención y conciencia, memoria, aprendizaje, motivación. Influyó fuertemente en Wilhelm Wundt, pionero de la psicología científica, quien publicaría una monografía sobre el filósofo, y quien actualizaría el término «apercepción» acuñado por él para significar la idea de conciencia. Su teoría de los umbrales de la conciencia —o apercepción— jugará un papel decisivo en el surgimiento de la psicofísica y se integrará en diversas concepciones del inconsciente, en Herbart y Gustav Fechner entre otros. Su concepción general del alma también ofrece una alternativa a la filosofía cartesiana de la mente. Afirma, contra Descartes, la existencia de un inconsciente psíquico «subyacente» a la conciencia, idea que sería retomada por el filósofo prerromántico Johann Herder y reajustada tras él por los filósofos y psicólogos del movimiento romántico.
Leibniz es el primer filósofo en introducir la idea de que la mayoría de nuestras representaciones son «insensibles», adjetivo que corresponde en el lenguaje clásico al término posterior de «inconsciente» (ya utilizado por Leibniz). Se dice que una representación es insensible cuando no alcanza el grado de distinción o el nivel de intensidad y claridad necesarios para que tomemos conciencia de ella. Mientras que Descartes parecía apoyar la idea de la perfecta transparencia de la mente, Leibniz ofrece una imagen más rica y matizada del contenido mental: hay elementos psíquicos en lo profundo de la mente que son demasiado pequeños y confusos para que podamos ser conscientes de ellos. Aunque de naturaleza simple y única, el alma contiene en todo momento una infinidad de estos pensamientos inconscientes.

#### La experiencia del sueño
Según Leibniz, la mente siempre está activa. Está de acuerdo con los cartesianos «cuando dicen que el alma siempre piensa», porque «una sustancia no puede estar sin acción». Pero si el alma siempre piensa, no siempre puede ser consciente de sus propios pensamientos, lo que se muestra en particular por la experiencia del sueño.
Aunque Descartes no negó la realidad de las intermitencias de la conciencia en el sueño, que interpretó como una especie de «reposo del alma», Leibniz se aleja de la posición cartesiana al reconocer plenamente su existencia. En el estado de vigilia, un ser humano todavía es consciente de algunos de sus pensamientos, pero cuando se sumerge en un sueño profundo y sin sueños, la mente deja de ser consciente. Sin embargo, contrariamente a lo estimado por Descartes, estas intermitencias de la conciencia están ligadas a la conciencia misma por una serie de estados intermedios más o menos conscientes. En efecto, existe un progreso imperceptible entre el estado de sueño profundo y el de vigilia, que el paso de ciertos umbrales (como los del sueño y la vigilia) nunca llega a interrumpir, ya que «nada puede nacer de repente, pensamiento como movimiento». Este paso progresivo y gradual de la inconsciencia a la conciencia obedece para Leibniz al principio de continuidad. En virtud de este principio, un cambio de estado como el paso del sueño a la vigilia debe definirse tanto como el cruce de un umbral y como una progresión continua donde no observamos un salto real. A partir de ahí, Leibniz concluye sobre la realidad de las percepciones inconscientes en el sueño:
«Ya que, despertado del vértigo, uno nota sus percepciones, debe haberlas tenido inmediatamente antes, aunque no las haya notado».
Admitiendo así que el alma no es consciente de todos sus pensamientos, se vuelve más fácil que en la hipótesis cartesiana explicar el hecho de que el alma «siempre piensa» y que experimenta variaciones en el nivel de conciencia, como lo muestra en particular la experiencia de dormir.

#### Las «pequeñas percepciones»

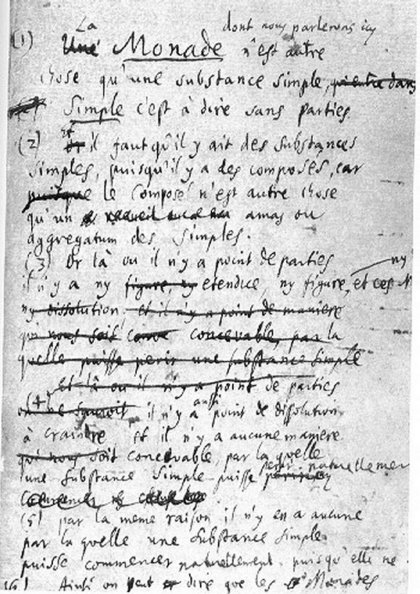
Página manuscrita de la Monadología, obra publicada en 1714 donde Leibniz trata en francés la cuestión de los estados psíquicos inconscientes.

El principio de continuidad postulado por Leibniz implica el cambio de estado en una progresión continua. Sin embargo, este fenómeno es inexplicable, si no es por el recurso a «pequeñas cantidades». Leibniz designa así las cantidades de un orden de magnitud inferior a aquel en el que se puede observar el cambio de estado. Por ejemplo, un grano de trigo que cae sobre el alféizar de un granero no produce ningún sonido perceptible, y menos la centésima parte de este grano, mientras que se percibe el sonido producido por la caída de una fanega de grano. Tampoco podemos decir, con una precisión de una o algunas unidades, cuántos granos de trigo se necesitan para que el ruido producido por su caída se haga perceptible. Sin embargo, el ruido de la fanega no es otra cosa que la suma de los ruidos producidos por los granos que la componen. Por lo tanto, debemos admitir que «lo que es notable se compone de partes que no lo son», y que «las percepciones notables provienen gradualmente de aquellas que son demasiado pequeñas para ser notadas».
El paso de lo insensible a lo sensible se produce en Leibniz por una continua adición de pequeñas cantidades que es imposible aislar y contar. Es este principio, entendido primero en un sentido gnoseológico (relacionado con el conocimiento), el que aplica a la filosofía de la mente para dar cuenta de la transición entre las percepciones insensibles y la conciencia. Si efectivamente llamamos «percepciones» a estas «pequeñas percepciones» que no notamos pero que componen nuestra percepción global, debemos distinguir «apercepción o conciencia» y establecer la existencia de una infinidad de percepciones o pensamientos elementales de los que no somos conscientes, «porque estas impresiones son demasiado pequeñas y demasiado numerosas o demasiado unidas». Pero Leibniz no opone estas impresiones a la percepción consciente, porque es a través de la integración de pequeñas percepciones inconscientes que se constituye la conciencia misma.

#### Lo «neumático» como ciencia del inconsciente
Según Leibniz, corresponde a la «neumática», o la ciencia de la mente, estudiar las «percepciones insensibles», ya que son constitutivas de la conciencia misma. Estas percepciones o pensamientos ocupan en esta ciencia una función comparable a la que ocupa en la «física» la noción de «corpúsculos insensibles». Los estados psíquicos inconscientes son en efecto necesarios a la explicación psicológica como los corpúsculos insensibles lo son a la explicación física. Así como el mundo físico es la suma de elementos demasiado pequeños para ser observables, la conciencia es la suma o el conjunto global de elementos demasiado pequeños para que cada uno de ellos se vea claramente. Lo que es cierto de la percepción o del conocimiento es también cierto de la acción, ya que son mil pequeños impulsos inconscientes «que nos determinan en muchos encuentros sin que lo pensemos», y la neumática debería ser tanto una ciencia de la acción como una ciencia de la representación.
La filosofía de las matemáticas puede dar a la neumática el modelo para explicar la transición a la conciencia a partir de elementos inconscientes. El dominio matemático de lo infinitamente pequeño permite comprender cómo la conciencia puede resultar de la integración de una infinidad de percepciones e impulsos inconscientes. En particular, el cálculo integral, descubierto por Leibniz, muestra cómo se puede obtener la «suma de elementos» infinitamente pequeños, es decir, demasiado pequeños para ser distinguido. Tal suma es bastante diferente de la suma aritmética, en la que cada elemento componente se ingresa por separado porque es del mismo orden de magnitud que el total.
A diferencia de Descartes, Leibniz indica así con precisión el modo de paso del inconsciente al consciente, luego de la conciencia irreflexiva a la conciencia reflexiva por integraciones sucesivas. En el nivel más bajo se acumulan pequeñas percepciones sin dar lugar a una verdadera integración. Este estado es el de la inconsciencia. Pero cuando las percepciones insensibles se integran, dan lugar a un resultado más distinto hasta producir el paso a la conciencia. El paso del inconsciente al consciente se produce por tanto por la adición insensible y gradual de elementos inconscientes hasta alcanzar un cierto nivel de integración.

### Kant: Las «representaciones oscuras»
Sólo al final de su inmensa obra Emmanuel Kant parece interesarse por el inconsciente. Llevando el principio leibniziano de continuidad hasta sus últimas consecuencias, establece una infinidad de grados entre la plena conciencia y el inconsciente.
En el quinto párrafo de su Anthropologie in pragmatischer Hinsicht (La antropología en términos pragmáticos), publicada en 1798 y titulada «Representaciones de las que no somos conscientes», Kant concibe la mente desde una perspectiva psicológica y ya no «trascendental». Afirma que la mayoría de nuestras «representaciones parciales», elementos constitutivos de nuestras representaciones empíricas, no son directamente accesibles a la conciencia. Sin embargo, son percibidos, en cierta medida, por el sujeto, porque le permiten diferenciar finamente los aspectos de su entorno perceptivo. Kant describe estas representaciones elementales como oscuras (dunkel) porque el sujeto mismo no conoce la forma en que justifican las distinciones de detalle dentro de la experiencia perceptiva. Kant también sostiene que la mayoría de las representaciones que permiten a los seres humanos y animales identificar y distinguir objetos son oscuras en este sentido, lo que despierta en él una forma de asombro:
«Hay algo que nos sorprende y asombra al ver que el campo de las intuiciones y percepciones sensibles de las que no somos conscientes, aunque sin duda podemos concluir que las tenemos, es decir que el campo de las representaciones oscuras es inmenso en el hombre (así como en los animales), cuando, por el contrario, las representaciones claras, aquellas cuya conciencia es evidente, son sólo en número muy pequeño, que forman sólo unos pocos puntos iluminados en el gran mapa de nuestra mente».
A partir de Kant, filósofos como Jakob Friedrich Fries o Johann Friedrich Herbart intentaron justificar la existencia de estas representaciones inconscientes y desarrollar su noción.

### La idea de representación inconsciente después de Kant
A la vuelta del siglo XVIII, el problema de las representaciones no conscientes se plantea en el marco de Leibniz y sus «pequeñas percepciones». Kant también influyó mucho en el proceso de reconocimiento de un «inconsciente cognitivo» (asociado a representaciones) al establecer la existencia de un nivel trascendental del espíritu humano. Dos grandes figuras de la filosofía poskantiana, Jakob Friedrich Fries y Johann Friedrich Herbart, contribuirán al reconocimiento de este aspecto cognitivo del inconsciente al inaugurar, independientemente el uno del otro, un enfoque más científico del tema general del inconsciente.

#### Fries

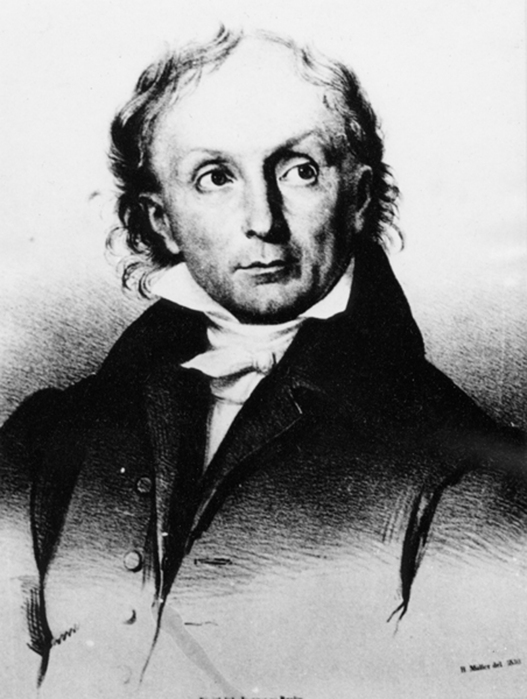
Jakob Friedrich Fries, precursor del enfoque cognitivista del inconsciente.

Jakob Friedrich Fries fue un filósofo alemán que enseñó en la Universidad de Jena, la cuna histórica del idealismo alemán. Opuesto a esta corriente de pensamiento entonces dominante, encarna una posteridad del kantismo. Su filosofía puede verse como un intento de conciliar el idealismo trascendental de Kant, que concibe la existencia de formas a priori de la mente, y el empirismo, según el cual todo conocimiento es inductivo y se basa en la observación. De acuerdo con Kant, Fries reconoce que el espacio, el tiempo y las categorías son formas a priori que la mente aplica a las impresiones de los sentidos para formar la experiencia y el conocimiento, pero considera, contrariamente a Kant, que estas formas ya se encuentran bajo un «conocimiento inmediato» cuyos procesos pueden ser descubiertos a través de la investigación empírica.
Para demostrar esto, Fries parte de una idea recibida que él llama «sesgo de evidencia». Esta es la creencia de que basta que un juicio se base en el conocimiento para que sea justificado y probado. Sin embargo, cualquiera que sea la coherencia de una cadena de pruebas, un juicio sólo está verdaderamente justificado cuando llegamos a un conocimiento que ya no remite a otro juicio. Por lo tanto, el «conocimiento mediato» debe basarse en el «conocimiento inmediato». Los hechos de la experiencia proporcionados directamente por la sensación constituyen ejemplos paradigmáticos de este tipo de conocimiento. Pero también existe para Fries un conocimiento inmediato no empírico, situado aguas arriba de la experiencia, que es «inconsciente». En efecto, si no es necesario haber estudiado geometría para elegir, por ejemplo, la línea recta para obtener el camino más corto de un punto a otro, es porque tenemos un conocimiento que usamos sin saber que lo tenemos. Este conocimiento inconsciente inmediato es el que posee nuestra propia razón. Constituye el fundamento racional de nuestro conocimiento. Aunque inmediato, sólo podemos tomar conciencia de él indirectamente, a través del análisis y la reflexión.
Fries cree que los dos sesgos filosóficos principales: el sesgo racionalista de que todo el conocimiento es de origen lógico y el sesgo empirista de que es completamente de origen intuitivo se explican precisamente por el hecho de que nuestro conocimiento filosófico profundo no se da directamente a nuestra conciencia. Sólo a través de juicios como «todo cambio tiene una causa» podemos tomar conciencia indirectamente de su contenido y así tener un «conocimiento mediato» de él. Este conocimiento indirecto consiste esencialmente en inferir la existencia de contenidos de pensamiento inconscientes a partir de la auto-observación de lo que encontramos en nuestra conciencia. El contenido inconsciente de nuestro pensamiento, por lo tanto, no es observable por introspección, pero puede ser inducido sobre la base de los fenómenos de nuestra vida psicológica.

#### Herbart

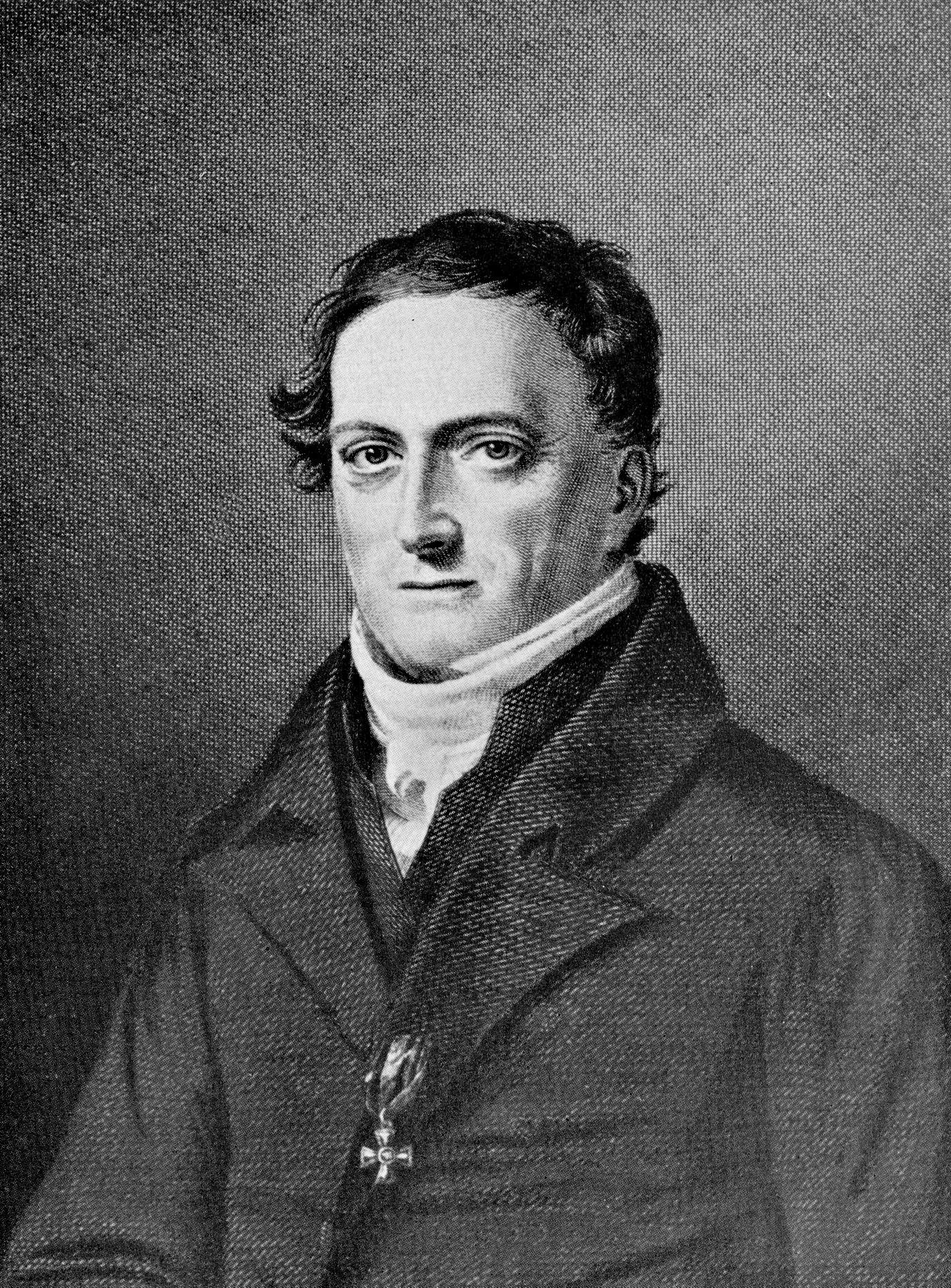
Johann Friedrich Herbart, filósofo y pedagogo, originó los conceptos psicológicos de «represión» y «umbral de conciencia».

Johann Friedrich Herbart, contemporáneo de Jakob Friedrich Fries, fue un filósofo y pedagogo alemán, considerado el fundador de la pedagogía como campo científico y académico. Intenta describir y explicar la actividad de la mente en términos de interacciones entre los contenidos de las representaciones. Según él, las representaciones mismas pueden ser consideradas como fuerzas, y la vida psíquica como resultado de la acción recíproca de estas fuerzas. Él identifica las representaciones con mayor precisión como las reacciones de la mente a las perturbaciones en el medio ambiente.
Según Herbart, la variación en la intensidad de estas representaciones se puede describir completamente mediante un modelo matemático, como cualquier variación física dentro de la naturaleza. Así, dos ideas de la misma fuerza que entren en conflicto verán cada una reducida su intensidad a la mitad. Una representación también puede ser reprimida (verdrängt) por otra, cuando esta representación ya no llega a la conciencia, porque una representación más fuerte la inhibe. De ello se deduce que una representación consciente puede volverse inconsciente. Para Herbart, existe incluso un umbral preciso por debajo del cual las representaciones no alcanzan o dejan de alcanzar la conciencia. Esta noción de umbral de la conciencia será retomada por la psicofísica y en particular por Gustav Fechner.
La psicología de Herbart sería una de las principales fuentes de influencia en la obra del «primer Freud»: cierto número de conceptos freudianos ya están presentes en la psicología del filósofo, incluido el de la «represión». Los primeros historiadores del psicoanálisis que notaron esta reapropiación de la psicología herbartiana por parte de Freud fueron Ola Andersson y Henri Ellenberger. Su contribución más notable a la psicología del inconsciente es su tesis de que las representaciones continúan existiendo por debajo del umbral de la conciencia. Esta tesis le permite concebir una actividad inconsciente de la mente cuya realidad puede ser deducida por procedimientos matemáticos. Herbart imagina así casi un siglo antes de Freud un inconsciente psíquico también dotado de representaciones y gobernado por fuerzas específicas de la mente.

## Período romántico

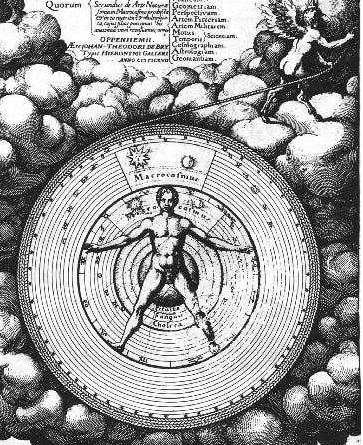
En la tradición neoplatónica tardía se piensa en el microcosmos humano en una relación de analogía con el cosmos. La idea de analogía entre el hombre y el macrocosmo será retomada por los filósofos románticos.

Con el romanticismo filosófico, se impone en alemán, inglés y francés un uso masivo de términos que se refieren a un fundamento psicológico universal e inconsciente. En esta tradición, el inconsciente, denominado Unbewusste en alemán, se entiende como el conjunto de fuerzas naturales, incluso cósmicas e irracionales que conducen al mundo y a los seres sin su conocimiento. Los instintos son una particularización de esa fuerza universal que, en el ser humano, puede manifestarse mediante signos que la razón no puede conocer: magnetismo, sueño, genio, locura, etc. El inconsciente ya no es visto como un principio negativo de privación de conciencia, sino como una fuerza activa que pone al poeta o al músico en contacto directo con la energía de la «Naturaleza», de lo «Absoluto» o lo divino. Para el filósofo romántico, lejos de indicar el grado más bajo de la conciencia, es la incomparable riqueza del espíritu lo que se revela en las manifestaciones del inconsciente.

### El inconsciente como proceso histórico universal
La descripción de la historia del ser como un proceso dialéctico por el cual Dios llega a conocerse a sí mismo es decisiva en la génesis de la noción del inconsciente. Es compartida por varios filósofos alemanes idealistas y ofrece una imagen general de cómo la mente del hombre se desarrolla gradualmente y se vuelve cada vez más consciente. Al igual que la cosmogonía de Jacob Böhme, el idealismo y el romanticismo alemanes enfatizan el carácter histórico del mundo. Dios mismo se convierte en un ser histórico cuyo estado primario es inconsciente en el sentido de que no contiene ninguna revelación del mundo o de sí mismo. Es solo a través del desarrollo de la conciencia humana que se vuelve consciente de sí mismo, lo que implica que toda evolución natural y humana son parte del mismo proceso evolutivo. El espíritu humano entonces se identifica con Dios a través de la historia. Esta concepción histórica e inmanentista de Dios constituye, según el historiador de las ideas Sean J. McGrath, el terreno filosófico sobre el que se desarrollará la noción contemporánea de inconsciente.
Fuera de ello, una concepción del sujeto inconsciente comienza a afirmarse durante los primeros años del romanticismo con Friedrich Schelling. El sujeto inconsciente se entiende primero en el sentido cognoscitivo de lo que antecede a toda representación, en una perspectiva kantiana donde corresponde al sujeto «trascendental» de Kant, condición de posibilidad (no representable) de la representación misma. Schelling afirma en este sentido en un ensayo de 1794 titulado Del yo como principio de la filosofía (Vom Ich als Princip der Philosophie oder über das Unbedingte im menschlichen Wissen): «Mi ego contiene un ser que precede a todo pensamiento y representación». Pero los pensadores románticos, Schelling a la cabeza, se alejarán rápidamente de la perspectiva kantiana para acercarse a la tradición apelando a las viejas nociones de la metafísica, la teosofía y la mística alemana. Se trata de un inmenso fresco cosmológico que luego se encargan de representar, un fresco en el que la esencia inconsciente del hombre y del mundo se manifiesta gradualmente, a lo largo de una historia que es a la vez humana y natural.

### Schelling

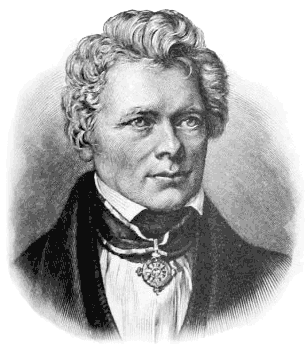
Friedrich Wilhelm Joseph von Schelling.

Friedrich W. J. Schelling desarrolla una teoría del Grund a partir de los primeros desarrollos de su filosofía de la naturaleza (Naturphilosophie). La expresión es el equivalente alemán del hypokeimenon aristotélico, o del subjectum entendido en el sentido de base, asiento, soporte, incluso literalmente de aquello que «se encuentra en el fondo». Schelling parece derivar esta noción de su lectura de Jacob Böhme, donde también encuentra las variantes que son el Abgrund («abismo») y el Urgrund («fondo original»). Para él, se trata de forjar una noción que permita concebir la unidad profunda o la identidad subyacente del Espíritu (Geist) y la Naturaleza (Natur). Lo que se nos presenta como dos principios antagónicos —Espíritu y Naturaleza— constituyen en realidad los polos interno y externo de una misma realidad, los lados subjetivo y objetivo de un mismo mundo que se trata de pensar en esta unidad.
La idea de Grund nos permite vislumbrar esta unidad al identificar un fundamento común para todo, un fundamento que es a la vez invisible e inconsciente. El lado «nocturno» de la naturaleza y el espíritu, Schelling lo describe metafóricamente como el «fondo oscuro» en el origen de la existencia de los seres. Anterior a la existencia misma, el Grund se opone a ella como, analógicamente, la gravedad a la luz. Es paradójicamente disociándose de ella y arrancándose de ella que los seres, incluido el hombre, salen a la luz de la existencia. A través de este proceso de separación y aparición, el Grund queda como en las sombras y se ve empujado hacia el pasado.
La conciencia humana, y la relación sujeto-objeto que implica, es el resultado de este proceso. El fondo oscuro del que procede la conciencia le es, pues, ajeno y nunca se le aparece como tal. El Grund, de hecho, siempre se repliega sobre sí mismo, como un horizonte que retrocede cada vez que se intenta acercarse a él. Hay, pues, en el pensamiento de Schelling una tensión antagónica, una antipatía estructural entre el fondo oscuro y la conciencia. La solidaridad conflictiva entre el Grund y la conciencia está incluso en él en el origen de todos los males de la humanidad. De hecho, aquello en lo que debe confiar toda la conciencia no puede a su vez acceder a la conciencia. Que el principio tenebroso aspira por el contrario a no quedar sepultado, sino a surgir en la forma en que aparece lo que se manifiesta en el espíritu, y es la posibilidad del mal que emerge, como una insurrección desde el fondo que «quisiera» existir en la claridad.
La prioridad cronológica (según el tiempo) del fondo oscuro no es pues sinónimo de superioridad ontológica (según la dignidad). Por el contrario, el Grund recuerda a la conciencia actual «la mediocridad de sus orígenes y la fragilidad de su triunfo» declara Vladimir Jankélévitch en su ensayo sobre Schelling. Esto es lo que se supone que muestra la historia del hombre que comienza con la caída. Por este evento inmemorial donde la conciencia humana salió de su unidad original con Dios, se estableció un desequilibrio, una separación de elementos previamente en armonía. La historia y el futuro del hombre no tienen otra función que restaurar esta unidad. El tiempo es, pues, el órgano de mediación y reconciliación del hombre con Dios. Pero retrasada por la resistencia del Grund, que se manifiesta en todo comportamiento irracional o inconsciente, la conciencia humana debe atravesar largas aventuras antes de entrar en la convalecencia espiritual y encontrar finalmente la unidad perdida.

#### El inconsciente volitivo

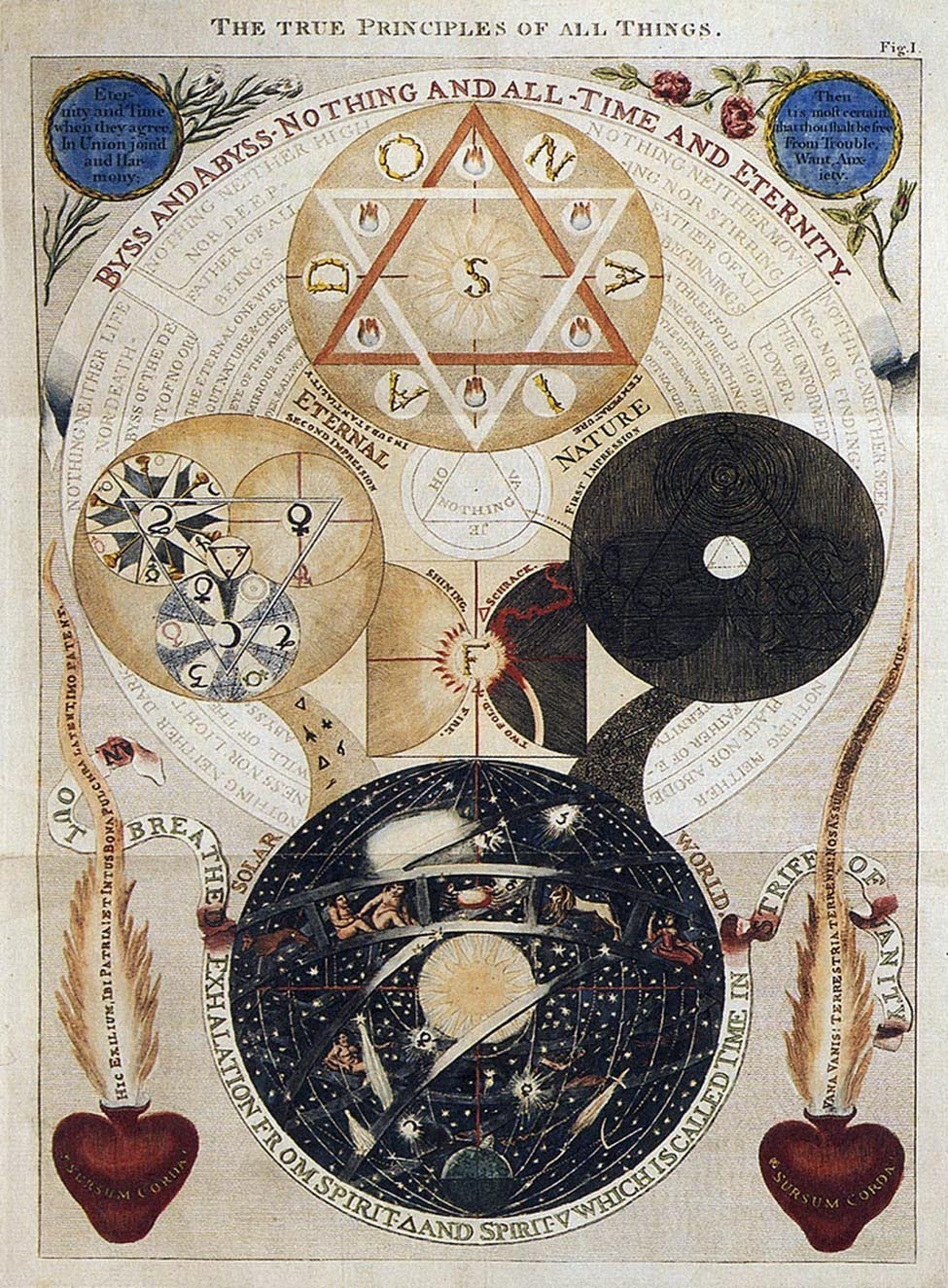
La estructura dinámica del cosmos según la concepción teosófica de Jacob Böhme.

El ensayo sobre la libertad de Schelling (Philosophische Untersuchungen über das Wesen der menschlichen Freiheit) es un momento decisivo en la génesis de la noción de inconsciente entendido en un sentido psicodinámico. Es a través de este ensayo que los temas teosóficos presentes en la obra de Jacob Böhme se introducen en la filosofía alemana de principios del XIX, y contribuyen así al desarrollo del paradigma psicodinámico en Europa en la segunda mitad del siglo XIX.
Lo que Schelling descubre en particular en Böhme, en 1806, y que expone en su obra de 1809, es el inconsciente volitivo, el inconsciente de las motivaciones que animan a los seres, distinto del inconsciente epistemológico de Kant (el de las «representaciones oscuras»). Las oscuras representaciones del inconsciente constituyen sólo un aspecto del inconsciente. Mucho más significativos para Schelling son los impulsos inconscientes (Triebe) que forman la base de la personalidad. Sin embargo, es en la teosofía de Böhme, Oetinger y Saint-Martin donde encontramos las primeras interpretaciones alternativas del inconsciente, entendido ya no según el modelo de representación consciente o reflexiva (en el contexto del cartesianismo o en el del kantismo), sino desde el punto de vista de los deseos y motivaciones. Desde la perspectiva teosófica, la personalidad se construye sobre la base de impulsos y deseos más que de representaciones y conocimientos. Schelling luego traduce esta idea a términos filosóficos modernos, liberándola así de su marco gnóstico y místico original. Schopenhauer y von Hartmann, por su parte, radicalizarán este enfoque secularizando la noción böhmiana de voluntad, y reinterpretándola en el sentido de su propia filosofía, al margen de cualquier idea de trascendencia divina. Es en esta forma desencantada que el inconsciente psicodinámico termina convirtiéndose en un tema principal de la psiquiatría a fines del siglo XIX.
A través de Böhme, el inconsciente se convierte para Schelling en una noción dinámica que remite a corrientes de pensamiento más antiguas que el romanticismo: la cábala, el hermetismo, la alquimia, la teosofía, transmitidas en una forma metafísica más rigurosa por las grandes figuras románticas de la historia de la psicología: Ignaz Troxler, Carl Gustav Carus, Justinus Kerner, Gustav Fechner, Victor Cousin y Félix Ravaisson, entre otros.

#### La conciencia dividida
En la filosofía de Schelling, la noción de polaridad sigue siendo central y justifica la oposición fundamental entre el inconsciente y la conciencia, luego la más secundaria entre el sujeto consciente y sus representaciones. Para que la conciencia surja del inconsciente, es necesario que se produzcan sucesivas divisiones.
El inconsciente es el otro polo de la conciencia, el límite donde cesa la individualidad del «yo» y el abismo donde reside el fundamento común de la naturaleza y la cultura. En su base, el Inconsciente schellingiano es «Uno», sin dualidad, pero dado que la conciencia presupone la dualidad de sujeto (consciente) y objeto (del que uno se da cuenta), la unidad del ser debe convertirse en dualidad. El monismo del ser absoluto implica así al menos una forma aparente de dualismo. La división del ser que produce la conciencia se realiza según Schelling de modo que el «principio único» puede entrar en relación consigo mismo.
Aunque Kant y Fichte también presentan argumentos a favor de la tesis del carácter esencialmente dual de la conciencia, es en el pensamiento de Jacob Böhme en el que se apoya Schelling. Según Böhme, no puede haber autorrevelación de Dios sin dualidad. Pero ¿qué es la conciencia, dice Schelling, si no «auto-revelación de sí mismo a sí mismo?». El ser único debe pues dividirse para llegar a la conciencia y así revelarse a sí mismo.

## Reflexiones del inconsciente en Hegel
Georg Hegel es una de las figuras más importantes del idealismo alemán y de la filosofía panteísta postkantiana. Si bien no desarrolló explícitamente una teoría del inconsciente, ni incluyó el inconsciente como un elemento central de su psicología, reconoció la dimensión inconsciente del espíritu mundial. Habló de los procesos inconscientes del espíritu como un «abismo nocturno». Para Hegel, el Espíritu (Geist) era un proceso de desarrollo de autorrealización realizado individual y colectivamente a través del pensamiento y la acción reflexivos y contemplativos. Su noción de Geist abarca un principio de holismo complejo mediante el cual se alcanzan etapas superiores de desarrollo a través de una mediación dialéctica dinámica y laboriosa. El inconsciente es visto en esa perspectiva como organizaciones competitivas y antitéticas de «impulsos» (Triebe) o «instintos», cuyo «fundamento es el alma misma», quien informa el proceso floreciente del Espíritu a lo largo del tiempo.

## La voluntad inconsciente en Schopenhauer

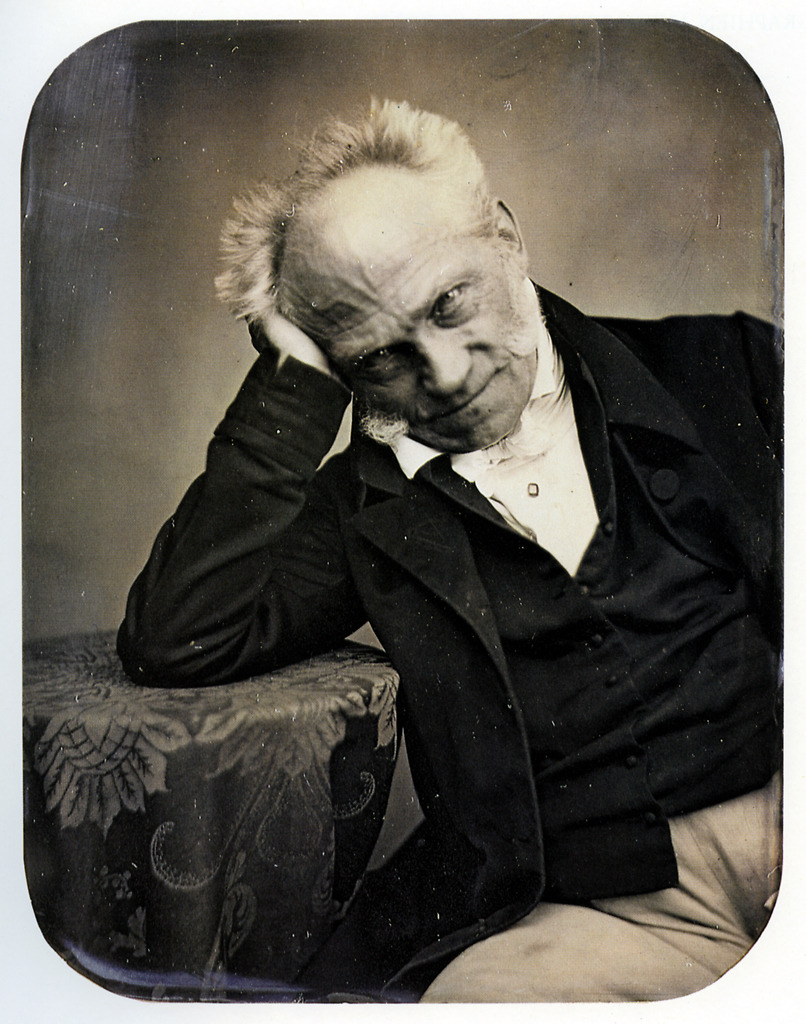
Arthur Schopenhauer en 1852.

Fue en El mundo como voluntad y representación, publicado en 1818, donde Arthur Schopenhauer expuso su propia metafísica. Su filosofía se presenta como una alternativa a las concepciones intelectualistas de Hegel, pero se inspira en parte, como este último, en el romanticismo y el misticismo alemanes. Por «Voluntad» quiere decir una fuerza activa pero ciega, del mismo orden que la que sentimos en la raíz de nuestro ser. Toda fuerza de la naturaleza es para él voluntad; es la misma y única voluntad que se exterioriza en los lazos de causalidad física, en las reacciones de las plantas a las excitaciones de su medio, en la actividad humana. La Voluntad se exterioriza u «objetiva» como «representación», manifestándose en multitud de formas —mineral, vegetal, animal— según una infinidad de grados que van desde las fuerzas materiales hasta los productos del espíritu humano.
La inteligencia humana se encuentra en la cúspide de la pirámide formada por los grados de objetivación de la voluntad, constituye la culminación de su objetivación. Pero la voluntad prevalece sobre el intelecto o la razón, de modo que estas facultades están al servicio de esta fuerza: «el maestro es la voluntad, el sirviente es el intelecto» dice Schopenhauer. Así, nuestras decisiones «libres», lejos de ser el resultado de motivos claramente considerados, en realidad están sujetas a una voluntad impersonal. Esto explica por qué los humanos suelen ignorar los motivos profundos y verdaderos de sus acciones, que sólo descubren indirectamente a través de la alegría o la insatisfacción que sienten al realizarlos. El sujeto, lejos de ser el actor de sus acciones, resulta ser, en última instancia, sólo el espectador de una «pulsión» ciega que lo rebasa por todos lados.
La captación de esta esencia única e impersonal que es la Voluntad, principio a la vez metafísico y psicológico, lleva a Schopenhauer a extender, por un lado, las características fundamentales de la psicología humana a toda la naturaleza, y, por otro lado, limitar la extensión real de nuestra conciencia a las manifestaciones más superficiales de nuestra psique. No podemos reducir la voluntad a la experiencia consciente que tenemos de nuestras voliciones si estas mismas voliciones son sólo las manifestaciones individuales de ella a nivel de conciencia. Como todas las fuerzas que producen y gobiernan la naturaleza, las fuerzas inherentes a la psicología del humano son, por tanto, inconscientes, lo que Schopenhauer no deja de subrayar: «todo lo que es original, todo lo que constituye el verdadero ser es inconsciente». Esta inversión total de perspectiva, que viene a hacer de una voluntad inconsciente el fundamento mismo del ser, constituye la ruptura más decisiva iniciada por la metafísica de Schopenhauer.

## La dinámica universal del inconsciente según Carus

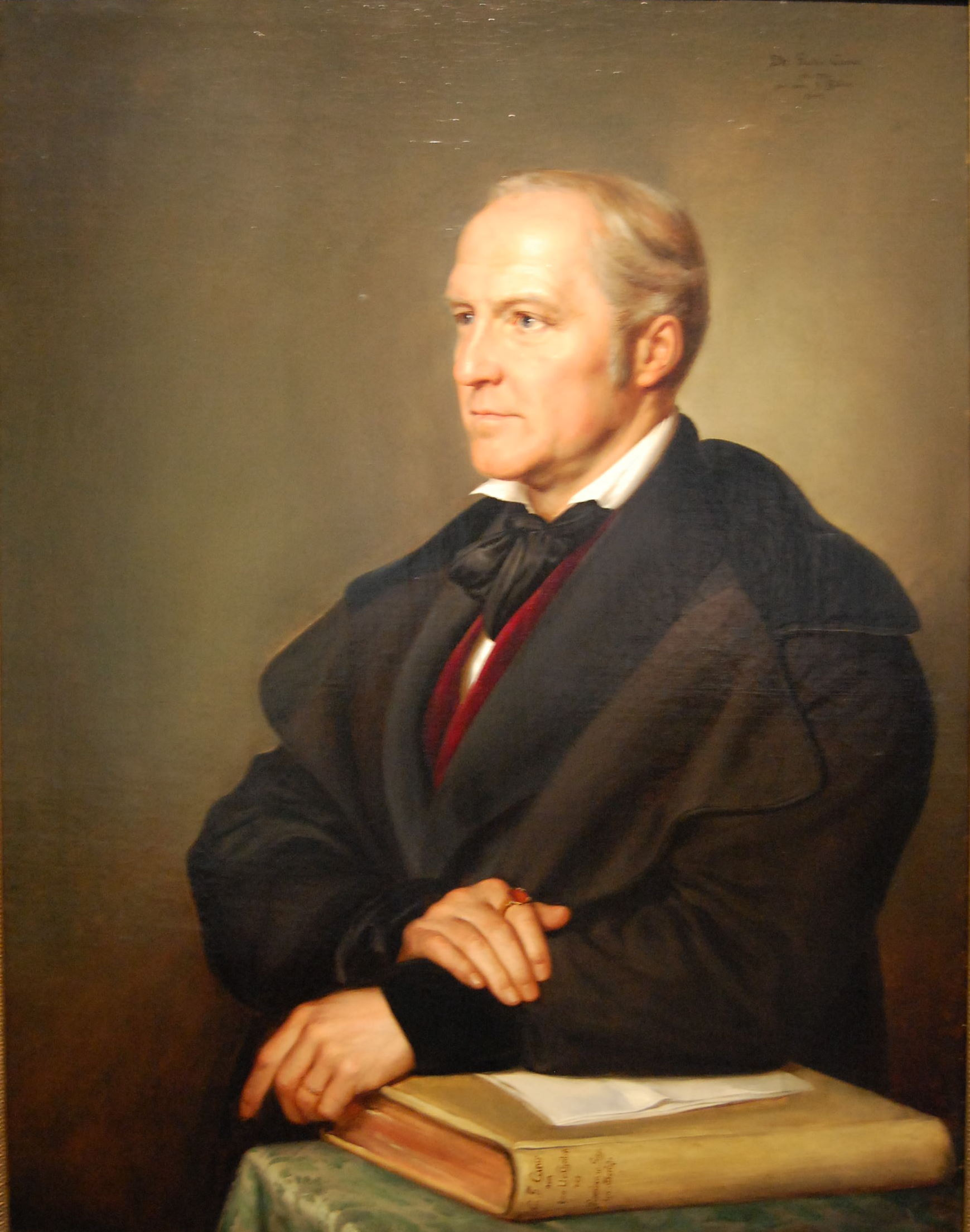
Retrato pintado de Carl Gustav Carus, autor en 1846 de una obra seminal sobre el inconsciente titulada Psique.

Carl Gustav Carus, médico, naturalista y pintor romántico, realizó uno de los primeros intentos de construir una teoría del inconsciente, en particular en su obra Psyché, donde generaliza la noción a todos los aspectos de la vida psíquica y orgánica. El trabajo comienza con la afirmación de la posibilidad del hombre de encontrar el hecho primordial del inconsciente en su propia conciencia:
«La clave para el conocimiento de la naturaleza de la vida consciente del alma debe buscarse en el reino del inconsciente. De ahí la dificultad, si no la imposibilidad, de comprender plenamente el secreto del alma. Si fuera absolutamente imposible encontrar el inconsciente en el consciente, el hombre sólo tendría que desesperar de poder llegar alguna vez a un conocimiento de su alma, es decir, a un conocimiento de sí mismo. Pero si esta imposibilidad es sólo aparente, entonces la primera tarea de una ciencia del alma será establecer cómo el espíritu del hombre puede descender a estas profundidades».
Para Carus, es a través del sentimiento, «maravillosa confianza del inconsciente al consciente», y en el sueño, la irrupción misma del inconsciente en el consciente, que el trasfondo inconsciente de la mente puede vislumbrarse más fácilmente.
El inconsciente constituye para Carus la esencia activa de todos los procesos naturales y psíquicos. En la historia del desarrollo humano —desde el período preembrionario hasta la edad adulta— la conciencia aparece gradualmente, pero permanece siempre bajo la influencia del inconsciente. Éste ejerce su actividad sobre todo el organismo, no sólo sobre el elemento psicológico, sino también sobre el desarrollo fisiológico, el crecimiento y el funcionamiento de los órganos. Es él quien permite el desarrollo intencional (dirigido a un fin) dentro de la vida orgánica, cumpliendo funciones biológicas. Incluso más que eso, es la base de todo lo que existe. En efecto, invierte todos los aspectos de la naturaleza, incluso en las profundidades de la materia, y es de ella de donde la naturaleza extrae su dinamismo. Carus distingue entonces tres niveles de desarrollo identificados como tres «tipos» de inconsciente:
1. el inconsciente «absoluto general», siempre y totalmente inaccesible a nuestra conciencia
2. el inconsciente «absoluto parcial» que es responsable de los procesos de formación, crecimiento y actividad de nuestros órganos, y que influye directamente en nuestra vida afectiva.
3. el inconsciente «relativo o secundario», incluyendo todos los sentimientos, percepciones y representaciones que han sido nuestras en cualquier momento de nuestra existencia.

Según Carus, el inconsciente absoluto (el inconsciente mismo) obedece a leyes propias e ineluctables y no tiene libertad. Nos conecta con el resto del mundo, y en particular con nuestros semejantes, aunque este vínculo es, por definición, imperceptible. Esta idea inspiraría a Carl Jung medio siglo después a desarrollar su concepto del «inconsciente colectivo».

## Hartmann y la filosofía del inconsciente

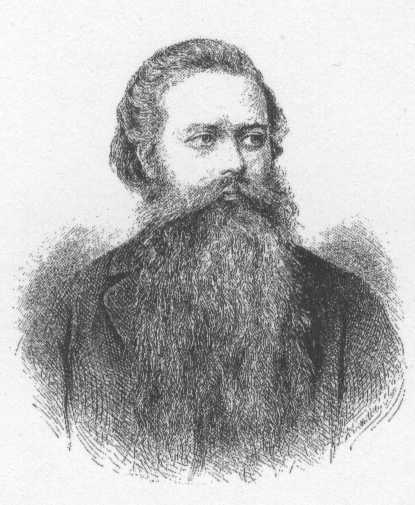
Eduard von Hartmann, hacia 1875, cuya Filosofía del inconsciente desarrolla una metafísica monista basada en la noción del inconsciente.

Es por haber generalizado el tema del inconsciente a toda la filosofía que Eduard von Hartmann debe el éxito de su libro: Filosofía del inconsciente. Publicado en su primera edición en 1869, desarrolla una concepción monista del mundo basada en un solo principio, tanto psicológico como metafísico. Este libro establece definitivamente el adjetivo sustantivado das Unbewusste («inconsciente») al rango de sustantivo pleno. Su título es indicativo del acceso del término al pleno reconocimiento filosófico, ya que el «inconsciente» que se designa en von Hartmann es el fundamento metafísico de todo lo que Schopenhauer había llamado «Voluntad» (Wille). Pero mientras que para Schopenhauer la voluntad se oponía a la representación, excluyendo inmediatamente la idea de que pudiera haber representaciones inconscientes, Hartmann introduce en el inconsciente mismo la mayor parte de la vida psíquica e intelectual, renovando así el tema de las representaciones inconscientes. La obra de Hartmann tendrá un impacto considerable.
La Filosofía del inconsciente sustenta una forma sofisticada de panteísmo, inspirada en las ideas de Schelling, Hegel, Schopenhauer y Carus. El inconsciente representa el alma universal, el Uno-Todo que constituye, en la naturaleza, una lógica inmanente que conduce gradualmente hacia un ideal escatológico donde el Intelecto acaba prevaleciendo sobre la vida y el sufrimiento que genera. Es una verdadera cosmogonía que toma forma entonces, bajo el aspecto de un gran fresco histórico donde la vida de la naturaleza tiende primero a crecer y luego a ser aniquilada en favor de su idealidad.
La consideración de las ciencias naturales en las que se basan sus «resultados especulativos» lleva a von Hartmann a ver el trabajo del Inconsciente primero en funciones orgánicas. Es allí donde ve esa «inteligencia» de los instintos cuya velocidad y habilidad de ejecución supera con creces la mejor actuación del hombre. Sin embargo, «dado que ninguna explicación materialista puede dar cuenta de este cambio inteligente, debe estar relacionado con la intervención inteligente de una voluntad inteligente», declara. Con respecto a los aspectos cognitivos de la mente, Hartmann identifica varios procesos inconscientes que ocurren en la percepción, la formación de conceptos y el razonamiento. En cuanto a las emociones o sentimientos, Hartmann muestra que todos están regidos por el inconsciente: el amor es una voluntad que persigue un fin sin conciencia, el placer es el reverso de las contrariedades de una voluntad que se ignora a sí misma. La vida consciente misma está enteramente bajo la influencia de la psique inconsciente.
En von Hartmann, la primera realidad del mundo físico y orgánico es del mismo orden y de la misma esencia que el espíritu. Hay un psiquismo consciente y un psiquismo orgánico o inconsciente a la vez más fundamental y más universal que la consciencia, que determina primero la vida orgánica e instintiva, y que anima toda la naturaleza actuando en las profundidades de la materia como en la escala del universo. Este principio inconsciente se distingue de la conciencia no por su naturaleza, sino por su estructura, que une indisolublemente la voluntad y la inteligencia. Por lo tanto, de ninguna manera constituye un grado inferior de vida consciente; es, por el contrario, la expresión de una fuerza vital superior dotada de finalidad.
El inconsciente se convierte en Hartmann en una magnitud metafísica cuyo análisis se extiende desde la sensación hasta las fuerzas superiores que gobiernan el alma universal, así como a las fuerzas fundamentales animando los átomos. Es equivalente al ser en sí mismo, comparable en esto a la Voluntad de Schopenhauer, pero con un elemento añadido de idealidad (también comparable en este sentido al Espíritu Absoluto de Hegel). Principio de todo, es inconsciente para nosotros, pero es en sí mismo, «supraconsciente» y «transindividual».